# Rebecca Koon
Rebecca Koon est une actrice irlandaise.

## Filmographie

### Cinéma
- 1986 : Rockin' Road Trip : Doris la serveuse
- 1987 : The Rutherford County Line
- 1989 : L'Étranger du froid : la troqueuse
- 1993 : L'Affaire Karen McCoy : l'esthicienne
- 1994 : Radioland Murders : Ma, la mère de Mildred
- 1995 : Amour et Mensonges : Barbaranelle
- 1995 : La Harpe d'herbes : Macy Wheeler
- 1996 : Le Droit de tuer ? : Dell
- 1997 : Le Nouvel Espion aux pattes de velours : Lizzie
- 1997 : Raney : Dorris
- 1998 : Body Count : la femme
- 2000 : Intuitions : la mère de Buddy
- 2001 : Morgan's Ferry : Carleen
- 2003 : Radio : la serveuse
- 2004 : N'oublie jamais : Tante Georgia
- 2006 : Ricky Bobby : Roi du circuit : le client du lavage de voiture
- 2007 : Randy and the Mob : Becky Pearson
- 2009 : Cold Storage : Jewell
- 2011 : Saying Goodbye : Alma Wannamaker
- 2014 : Cops : Les Forces du désordre : Lydia
- 2014 : Sabbatical : Elizabeth Hardin
- 2015 : Noël dans les montagnes : Annie Haygood
- 2016 : Christine : Margaret
- 2017 : Chaudes nuits d'été : Tante Barb
- 2017 : Logan Lucky : la fille violette
- 2019 : Finding Steve McQueen : la serveuse
- 2019 : When We Last Spoke : Alma Webster
- 2019 : Battante : Bonnie Reese
- 2019 : Greener : Trudy Knox
- 2019 : Noël dans la prairie : Vivian
- 2019 : Thanksgiving : une femme
- 2020 : Brunch : Lin
- 2022 : Le Menu : Linda
- 2022 : A Waltons Thanksgiving : la grand-mère
- 2022 : Division : Linda Dennis
- 2022 : County Line: No Fear : Crystal Dalton
- 2023 : Bygone Billy : Bolivia

### Télévision
- 1993-1994 : Matlock : Mme Susan Kellog (2 épisodes)
- 1994 : In the Best of Families: Marriage, Pride & Madness : la psychologue
- 1999 : Dawson : Madame Zenovich (1 épisode)
- 2005 : Surface : Libbie (1 épisode)
- 2011 : Homeland : l'assistante de Faisel (1 épisode)
- 2013 : Rectify : la principale du lycée (1 épisode)
- 2013 : Vampire Diaries : la vieille femme (1 épisode)
- 2014 : Finding Carter : Mme Freen (1 épisode)
- 2015 : Banshee : Wanda (1 épisode)
- 2016-2019 : The Detour : la mère de Nate (8 épisodes)
- 2018 : Sharp Objects : la femme étourdie (1 épisode)
- 2018 : Greenleaf : la pianiste (1 épisode)
- 2019 : Miracle Workers : Cleo (1 épisode)
- 2019 : The Walking Dead : Cheryl (3 épisodes)
- 2020 : Brockmire : Carol (1 épisode)
- 2021 : The Walton's Homecoming : grand-mère Walton